# Gunnhild di Norvegia
Gunnhild di Norvegia (910 circa – 980 circa) è una figura semi-mitologica che compare nelle Saghe degli Islandesi e secondo le quali era la moglie di re Erik I di Norvegia; molti dettagli della sua vita sono controversi, inclusa la sua famiglia d'origine.

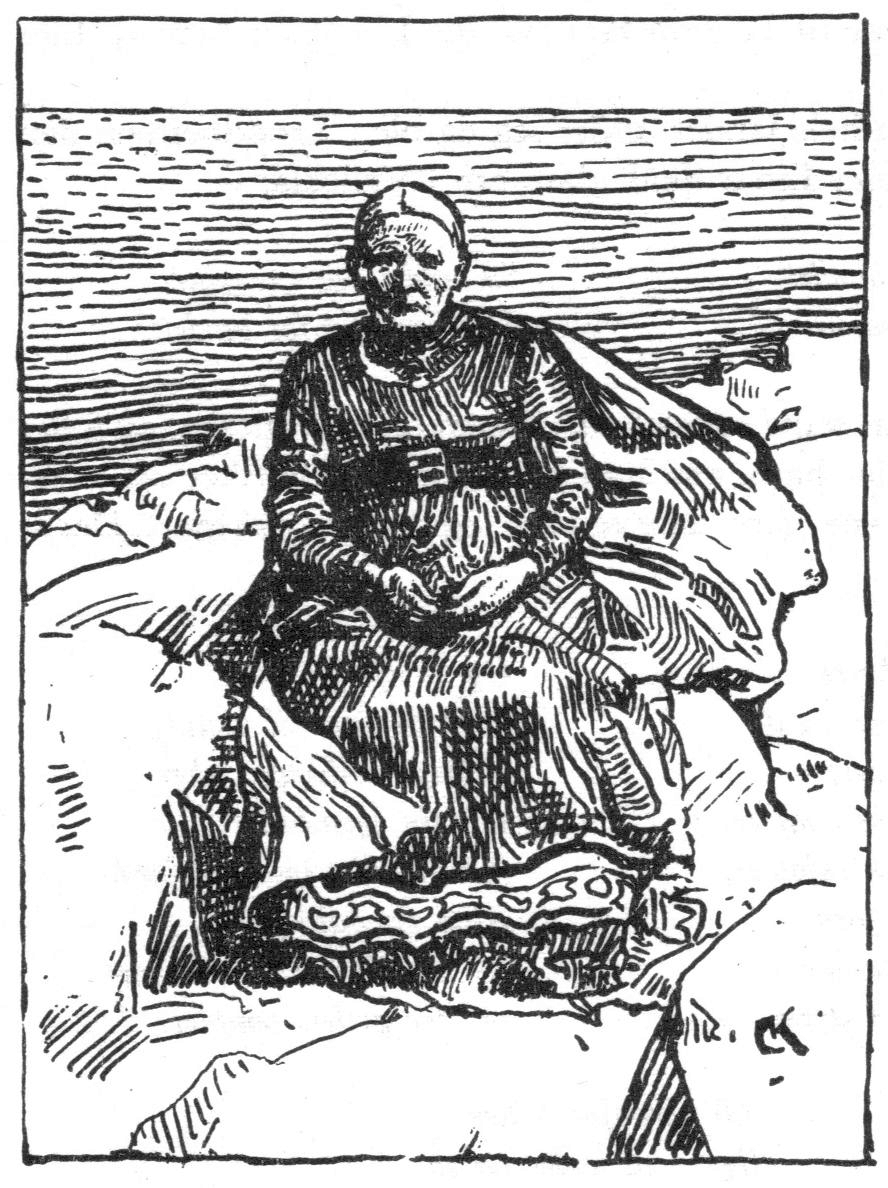
Gunnhild da vecchia. Illustrazione di C. Krohg

Benché nelle saghe venga trattata come una persona storicamente vera anche questo per alcuni storici è oggetto di dibattito.
Gunnhild appare per lo più nelle saghe norvegesi come Fagrskinna, Egils saga, Njáls saga e Heimskringla, i dettagli noti vengono per lo più da scritti islandesi che erano fuggiti per scappare dalla tirannia di Aroldo I di Danimarca.
Mentre l'attendibilità storica di alcune fonti come il Landnámabók sono oggetto di dibattito c'è la percezione che Aroldo avendo esiliato o costretto all'esilio molti degli antenati degli islandesi avesse portato questo popolo a sviluppare una certa ostilità contro Erik o Gunnhild e studiosi come Gwyn Jones tendono a considerare alcuni episodi con deciso sospetto. Le saghe riportano che Gunnhild visse in un periodo di grandi mutamenti e sconvolgimenti in Norvegia, suo suocero Harald I di Norvegia aveva riunito sotto il proprio comando gran parte del paese e poco dopo la sua morte Gunnhild ed Erik vennero esiliati ed ella spese il resto della propria vita in esilio nelle Isole Orcadi, nel Regno di Jórvík e in Danimarca.
Molti dei figli che ebbe con Erik contribuirono a governare la Norvegia nel tardo X secolo. Nelle saghe Gunnhild è spesso riportata con connotazioni decisamente negative.

## Le molte fonti
Secondo la Historia Norvegiæ del XII secolo Gunnhild era figlia di Gorm il Vecchio, re di Danimarca ed ella incontrò Erik a un banchetto dato da suo padre e diversi studiosi moderni tendono a dare credito a questa versione. Secondo la loro visione il matrimonio fra Gunnhild ed Erik si collocava in una politica di unione fra due famiglie, quella norvegese degli Yngling, cui Harald I di Norvegia agganciava il proprio lignaggio, e quella più giovane dei danesi che si facevano discendere da Ragnarr Loðbrók con l'intendo di unire e consolidare il proprio potere nei rispettivi paesi. Lo stesso Erik era il frutto dell'unione fra suo padre e Ragnhild, una principessa danese dello Jutland.
Jones in particolare supporta l'identificazione di Gunnhild come figlia di Gorm e considera le storie che la vogliono originaria di Hålogaland, nel nord della Norvegia, e il suo essere stata sotto la tutela di una strega finlandese come frutto dell'ostilità islandese verso lei e suo marito.
D'altro canto le saghe di Heimskringla e Egils Saga sostengono che ella venisse proprio da Hålogaland e che fosse figlia di Ozur Toti ed Hersir della regione. I resoconti della prima parte della sua vita variano a seconda delle fonti, secondo la Egils saga Erik combatte una battaglia lungo la Dvina Settentrionale, precisamente nel territorio di Bjarmaland e che a seguito della vittoria Ozur gli diede la figlia come premio ed egli la portò a casa con sé.
Sempre secondo Jones la gran parte delle tradizioni che sorse attorno a Gunnhild nelle fonti islandesi è mera finzione, comunque sia secondo Theodoricus monachus sia secondo l'Ágrip af Nóregskonungasögum Gunnhild era alla corte di Aroldo I di Danimarca dopo la morte di Erik, dove le offrì di contrarre matrimonio, se vero questo darebbe più credito al fatto che Aroldo fosse suo fratello, ma sono in molti ormai a concordare con Jones sul fatto che le origini di Gunnhild siano oscure.
Secondo la Heimskringla Gunnhild visse per un periodo in una capanna con due stregoni finlandesi da cui imparò le arti magiche, quando essi le chiesero dei favori sessuali ella persuase Erik a recarsi nel Bjarmaland e ucciderli e quindi la portò a casa dove chiese al padre il permesso di sposarla.
La più antica Fagrskinna sostiene che Erik incontrò Gunnhild mentre si recava al nord, dove ella viveva con il re dei Sami, tuttavia alcuni storici ritengono questi resoconti come falsi, creati per gettare su di lei il caos che si generò durante il regno del marito.

## Il matrimonio e l'esilio
Si vuole che Erik e Gunnhild abbiano avuto i seguenti figli:
- Gamle
- Guthorm
- Harald II di Norvegia
- Ragnfrod
- Ragnhild (morta forse 984)
- Erling
- Gudrod
- Sigurd Sleva

La Egils saga menziona un figlio di nome Rögnvald, ma non è chiaro se si possa identificare con uno dei figli elencati nella Heimskringla o se sia un figlio che Gunnhild ebbe da un altro uomo o Erik da un'altra donna.
Gunnhild aveva la reputazione diffusa di essere una Vǫlva o una strega. Prima della morte del suocero il fratello di Erik, Halfdan Haraldsson, era morto misteriosamente e Gunnhild fu sospettata d'aver corrotto una strega perché gli somministrasse del veleno, poco dopo anche suo suocero morì ed Erik consolidò il proprio potere su tutto il paese cominciando a questionare con i fratelli, su istigazione di Gunnhild e quattro di loro vennero uccisi. Il primo a cadere fu Bjørn Farmann (morto fra 930 e 934), quindi Olaf Haraldsson e Sigrød ucciso alla battaglia di Tønsberg. Quale risultato della sua tirannia (molto esagerata nelle saghe) Erik venne esiliato quando i nobili del paese si schierarono col fratellastro Haakon I di Norvegia.
Secondo le saghe islandesi Erik e Gunnhild si stabilirono con il loro seguito nelle Isole Orcadi per un certo numero di anni dove diventò noto come re delle Orcadi da quelli che erano i suoi governanti, i conti Arnkel ed Erlend Turf-Einarsson. Gunnhild andò quindi a Regno di Jórvík dove, su invito del vescovo Wulfstan, il vecchio re di Norvegia si stabilì quale client king per il nord dell'Inghilterra e fu probabilmente lì che Gunnhild e il marito vennero battezzati.
Nel 954 si consumò la Battaglia di Stainmore dove Erik perse la vita e anche lo Jorvik e coloro che sopravvissero ne portarono notizia a Gunnhild e ai suoi figli nel Northumberland, portando con sé tutto quello che poterono tornarono nelle Orcadi dove dovettero pagare tributo al nuovo jarl Thorfinn Torf-Einarsson.
Tuttavia Gunnhild decise di soprassedere e dare in moglie una delle figlie a uno dei figli di Thorfinn, Arnfinn Thorfinnsson, e quindi partì con gli altri figli alla volta della Danimarca.
Gli storici sono anche chiamati a verificare che il re che governò lo Jorvik di nome Erik fosse lo stesso che aveva governato la Norvegia, nessuna delle fonti inglesi identifica il sovrano del Northumberland come l'esiliato erede di Harald. Una lettera del XIII secolo di Edoardo I d'Inghilterra a Papa Bonifacio VIII da ad Erik origini scozzesi, altri storici lo identificano come uno dei figli di Aroldo I di Danimarca, ponendosi in netto contrasto con altri colleghi.
Gunnhild fu la nemesi dello scaldo islandese Egill Skallagrímsson che nelle sue saghe e poesie la presente con connotazioni particolarmente negative. Egli fu presentato ad Erik grazie al fratello maggiore Thorolf Skallagrímsson che già conosceva il principe ed Egill all'inizio fu in buoni rapporti sia con lui che con Gunnhild. Attorno al 930 durante un soggiorno in Norvegia egli questionò con alcuni membri della corte circa un'eredità e in quell'occasione uccise un membro del seguito di Erik, Bárðr di Atley. A quel punto Gunnhild ordinò a due dei suoi fratelli di uccidere Egill e Thorolf, ma fu lui a uccidere i parenti della regina aumentando il suo astio verso di lui. Quindi Egill venne dichiarato fuori legge da Erik e Berg-Önundr mise in piedi un contingente per catturarlo, ma fu lui a venire ucciso dal ricercato e durante la sua fuga dalla Norvegia uccise Rögnvald Eriksson, il figlio la cui identità è oggetto di dispute. Quindi Egill maledisse Gunnhild ed Erik ponendo la testa di un cavallo su un palo durante un rituale sciamanico.
L'ultimo incontro fra lui e Gunnhild fu nel 948 quando egli naufragò su degli scogli nello Jorvik ed Erik, trovatolo, lo condannò a morte, tuttavia egli compose una drápa , chiamata Höfuðlausn, in una sola notte per invocare la benevolenza del sovrano e quando la cantò Erik lo lasciò andare e gli perdonò la morte del figlio contro il volere di Gunnhild.

## Il ritorno glorioso e il nuovo esilio
Dopo la morte di Erik Gunnhild andò con i propri figli a Roskilde presso la corte di Aroldo e la tradizione vuole che abbia commissionato un poema, l'Eiríksmál, in onore del marito morto. In Danimarca suo figlio Harald venne allevato dal re in persona e anche gli altri figli ricevettero terre e titoli, Aroldo era impegnato in una guerra contro il re di Norvegia Haakon e potrebbe aver usato i nipoti nel conflitto tanto che uno dei figli Gunnhild, Gamle, morì negli scontri attorno al 960.
Nel 961 gli altri suoi figli attraccarono in Norvegia per scontrarsi con le truppe del re nella Battaglia di Fitjar, gli uomini di Haakon vinsero, ma lui fu colpito e ucciso cosicché Harald, con l'aiuto dei danesi riuscì ad avere la meglio e Gunnhild tornò in Norvegia in trionfo. Durante il regno del figlio Harald II di Norvegia ella partecipò attivamente agli affari del regno e gli altri suoi figli uccisero molti dei nobili che avevano governato le regioni del paese sotto Haakon prendendo le loro terre e il loro posto. Una carestia, causata o peggiorata dalle campagne militari, fu una piaga nel regno di Harald.
Fra i nobili uccisi c'era anche Tryggvi Ólafsson, la cui vedova Astrid Eriksdotter scappò con il figlio piccolo Olaf in Svezia e secondo la Heimskringla la salita al trono di Olaf come Olaf I di Norvegia molti anni dopo si deve al fatto che Gunnhild ingaggiò dei soldati perché lo catturassero quando era ancora bambino.
Gunnhild fu anche l'amante di Hrut Herjolfsson, secondo la Njáls saga, un capo islandese che visitò la Norvegia durante il regno di suo figlio, il fatto fu considerato molto scandaloso lei era più vecchia di lui di una generazione e in pubblico mostrarono comportamenti d'affetto solitamente appannaggio delle coppie sposate. Ella lo aiutò ad impadronirsi di un'eredità uccidendo, per mano di un servo e di uno dei suoi figli, un uomo di nome Soti e quando egli tornò Gunnhild gli fece molti doni fra cui una maledizione che lo colpisse nel proprio matrimonio con Unn, figlia di Mord Fiddle (900-968circa) e i due infine divorziarono. Gunnhild mostrò di benvolere anche il nipote di Hrut, Olaf, il pavone consigliandogli i posti migliori e gli oggetti e sponsorizzando alcuni dei suoi viaggi mercantili.
Hákon Sigurðarson nel 971 cercò di uccidere Harald II con l'appoggio dello zio di questi, Aroldo, che lo aveva invitato in Danimarca perché fosse investito dei suoi nuovi feudi in quel paese. A quel punto la guerra scoppiò fra Haakon e i fratelli di Harald, ma fu il primo ad avere la meglio e Gunnhild dovette di nuovo lasciare il paese insieme ai figli superstiti, Gudrod e Ragnfred. Si recarono ancora nelle Orcadi dove s'imposero di nuovo come sovrani a scapito dello Jarl Thorfinn, tuttavia ella pare fosse più interessata a trovare un posto dove vivere confortevolmente che a governare e anche i suoi figli usarono le isole più come base per inutili spedizioni contro Haakon che come terre sulle quali comandare così il governo rimase, di fatto, nelle mani dello Jarl.
Secondo la Saga dei vichinghi di Jomsborg Gunnhild tornò in Danimarca attorno al 977 dove venne uccisa su ordine di Aroldo che la fece affogare in una palude.
Nel 1835 venne scoperto nello Jutland il corpo di una donna uccisa, per omicidio o in un sacrificio rituale, che divenne nota come Donna di Haraldskær e a causa di quanto raccontato nelle saghe il corpo venne identificato come quello di Gunnhild. Federico VI di Danimarca fece quindi commissionare un sontuoso sarcofago dove poter conservare i resti il che spiega come mai sono ancora tanto ben preservati e infatti l'Uomo di Tollund, scoperto dopo, non si è conservato altrettanto bene. Test eseguiti con il Metodo del carbonio-14 hanno indicato che la donna era vissuta attorno al VI secolo a.C. e quindi non può essere Gunnhild.

## Ascendenza
La genealogia fino a Harthacnut è supportata dal Gesta Hammaburgensis ecclesiae pontificum di Adamo da Brema,  considerata attendibile, mentre tutti gli ascendenti di Harthacnut sono menzionati solo in saghe nordiche, con seri problemi di affidabilità e, peraltro, con alcune divergenze.
|                         |   |                         | Genitori                  |  |  | Nonni |  |  | Bisnonni                      |  |  | Trisnonni         |  |
|                         |   |                         |                           |  |  |       |  |  | Sigurd Serpente nell'Occhio ? |  |  | Ragnarr Loðbrók ? |  |
|                         |   |                         |                           |  |  |       |  |  | Sigurd Serpente nell'Occhio ? |  |  | Ragnarr Loðbrók ? |  |
|                         |   | Aslaug Sigurdsdóttir ?  |                           |  |  |       |  |  | Sigurd Serpente nell'Occhio ? |  |  |                   |  |
| Harthacnut di Danimarca |   |                         |                           |  |  |       |  |  | Sigurd Serpente nell'Occhio ? |  |  |                   |  |
|                         |   | Blaeja di Northumbria ? | Aelle II di Northumbria ? |  |  |       |  |  |                               |  |  |                   |  |
|                         |   | Blaeja di Northumbria ? | Aelle II di Northumbria ? |  |  |       |  |  |                               |  |  |                   |  |
|                         |   | Blaeja di Northumbria ? | …                         |  |  |       |  |  |                               |  |  |                   |  |
| Gorm il Vecchio         |   | Blaeja di Northumbria ? |                           |  |  |       |  |  |                               |  |  |                   |  |
|                         |   | …                       | …                         |  |  |       |  |  |                               |  |  |                   |  |
|                         |   | …                       | …                         |  |  |       |  |  |                               |  |  |                   |  |
|                         |   | …                       | …                         |  |  |       |  |  |                               |  |  |                   |  |
| …                       |   | …                       |                           |  |  |       |  |  |                               |  |  |                   |  |
|                         |   | …                       | …                         |  |  |       |  |  |                               |  |  |                   |  |
|                         |   | …                       | …                         |  |  |       |  |  |                               |  |  |                   |  |
|                         |   | …                       | …                         |  |  |       |  |  |                               |  |  |                   |  |
| Gunnhild di Norvegia    |   | …                       |                           |  |  |       |  |  |                               |  |  |                   |  |
|                         | … | …                       |                           |  |  |       |  |  |                               |  |  |                   |  |
|                         | … | …                       |                           |  |  |       |  |  |                               |  |  |                   |  |
|                         | … | …                       |                           |  |  |       |  |  |                               |  |  |                   |  |
| …                       | … |                         |                           |  |  |       |  |  |                               |  |  |                   |  |
|                         |   | …                       | …                         |  |  |       |  |  |                               |  |  |                   |  |
|                         |   | …                       | …                         |  |  |       |  |  |                               |  |  |                   |  |
|                         |   | …                       | …                         |  |  |       |  |  |                               |  |  |                   |  |
| Thyra                   |   | …                       |                           |  |  |       |  |  |                               |  |  |                   |  |
|                         |   | …                       | …                         |  |  |       |  |  |                               |  |  |                   |  |
|                         |   | …                       | …                         |  |  |       |  |  |                               |  |  |                   |  |
|                         |   | …                       | …                         |  |  |       |  |  |                               |  |  |                   |  |
| …                       |   | …                       |                           |  |  |       |  |  |                               |  |  |                   |  |
|                         |   | …                       | …                         |  |  |       |  |  |                               |  |  |                   |  |
|                         |   | …                       | …                         |  |  |       |  |  |                               |  |  |                   |  |
|                         |   | …                       | …                         |  |  |       |  |  |                               |  |  |                   |  |
|                         |   | …                       |                           |  |  |       |  |  |                               |  |  |                   |  |